# Manresa Llucmajorera
Manresa Llucmajorera es un cultivar de higuera de tipo higo común Ficus carica, bífera (con dos cosechas por temporada, brevas e higos de otoño), con higos de epidermis con color de fondo negro reluciente, y con sobre color morado negruzco. Se cultiva en la colección de higueras de Montserrat Pons i Boscana en Llucmajor, Islas Baleares.

## Sinonimia
- “sin sinónimo”,[4][6][7]

## Historia
Actualmente la cultiva en su colección de higueras baleares Montserrat Pons i Boscana, rescatada de un ejemplar o higuera madre localizada en el predio "ses Cosmes"  propiedad de Francesc Mir i Tomàs en el término de Llucmajor. E nsalzada por sus antepasados como una de las higueras bíferas más tempranera del cultivo del agro mallorquín, siendo las brevas muy codiciadas por ser las primeras.
La variedad 'Manresa Llucmajorera' es originaria de Llucmajor poco conocida y cultivada solamente en el predio de "ses Cosmes" y alrededores. Curiosamente los ascendientes del antiguo propietario la tienen en gran aprecio puesto que siendo tan temprana atraen los conejos de la zona, propiciando una abundante caza.

## Características
La higuera 'Manresa Llucmajorera' es una variedad bífera de tipo higo común. Árbol de vigorosidad mediana-bajo y buen desarrollo, copa esparcida ramas colgando, con poca emisión de rebrotes. Sus hojas son de 3 lóbulos en su mayoría, de 1 lóbulo (30%) y de 5 lóbulos (10%). Sus hojas con dientes presentes márgenes serrados. 'Manresa Llucmajorera' tiene mucho desprendimiento de higos, con un rendimiento productivo elevado y periodo de cosecha medio-alto. La yema apical cónica de color amarillo verdoso.
Los frutos de la higuera 'Manresa Llucmajorera' son higos de un tamaño de longitud x anchura:35 x 40mm, con forma esférica algo cónicos tanto en brevas como en higos, que presentan unos frutos medianos, simétricos en la forma, uniformes en las dimensiones, de unos 26,120 gramos en promedio, cuya epidermis es de un grosor delgado, de textura fina, de consistencia muy blanda, color de fondo negro reluciente, y con sobre color morado negruzco. Ostiolo de 2 a 5 mm con escamas pequeñas blanquecinas. Pedúnculo de 5 a 10 mm troncocónico rojizo. Grietas ausentes. Costillas marcadas. Con un ºBrix (grado de azúcar) de 17 de sabor poco dulce, soso, con color de la pulpa roja. Con cavidad interna pequeña o ausente, con numerosos aquenios pequeños. Los frutos maduran con un inicio de maduración de las brevas el 10 de junio, los higos sobre el 12 de agosto a 30 de septiembre. Cosecha con rendimiento productivo elevado, y periodo de cosecha medio-alto.
Se usa en alimentación humana en fresco, así como en alimentación para el ganado ovino y porcino. Poca facilidad de pelado y fácil abscisión del pedúnculo. Poco resistentes al transporte, y a las lluvias. Resistentes a la apertura del ostiolo. Muy susceptibles al desprendimiento del árbol cuando madura, .

## Cultivo
'Manresa Llucmajorera', se utiliza en alimentación humana en fresco, también en alimentación animal. Se está tratando de recuperar de ejemplares cultivados en la colección de higueras baleares de Montserrat Pons i Boscana en Llucmajor.